# Kurt Fichtner
Kurt Fichtner (* 16. August 1916 in Breslau; † 11. Oktober 2003) war ein deutscher Politiker (SED). Er war stellvertretender Vorsitzender des Ministerrates und Minister für Erzbergbau und Metallurgie der DDR.

## Leben

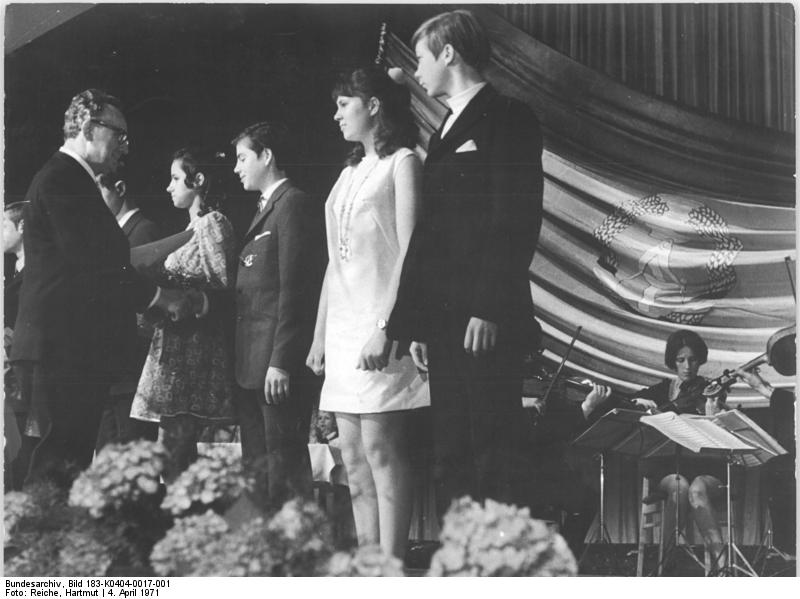
Kurt Fichtner (l.) übermittelt Jugendlichen im Namen des Ministerrates Glückwünsche zur Jugendweihe (Berlin 1971).

Fichtner, Sohn eines Schlossers, besuchte von 1922 bis 1932 die Volks- und Mittelschule. Er absolvierte von 1932 bis 1935 eine Ausbildung zum Kaufmann und war mit Unterbrechungen bis 1945 kaufmännischer Angestellter in Breslau und Essen. 1937 wurde er zum Reichsarbeitsdienst, 1939/1940 zur Wehrmacht und 1945 zum Volkssturm eingezogen.
Fichtner trat 1945 der KPD bei. 1946 wirkte er als Redakteur der Sächsischen Volkszeitung. 1948 war er Geschäftsführer im Sächsischen Industriekontor in Dresden, dann von 1948 bis 1950 in der Deutschen Handelsgesellschaft in Berlin. Von 1951 bis 1954 war er Leiter des VEB Leichtmetallwerk Rackwitz. Anschließend leitete er bis 1958 die Hauptverwaltung Nichteisenmetallindustrie im Ministerium für Berg- und Hüttenwesen und war von 1958 bis 1961 Leiter des Sektors Berg- und Hüttenwesen in der Staatlichen Plankommission. Von 1961 bis 1964 wirkte Fichtner als Leiter der Abteilung Nichteisenmetallindustrie im Volkswirtschaftsrat. 1963 promovierte er an der Bergakademie Freiberg zum Dr. rer. oec. Von April 1963 bis Juli 1964 absolvierte er ein Zusatzstudium an der Parteihochschule der KPdSU in Moskau. Von 1964 bis 1965 war Fichtner stellvertretender Vorsitzender des Volkswirtschaftsrates. Von Januar 1966 bis Juli 1967 fungierte er als Minister für Erzbergbau und Metallurgie, von 1967 bis Februar 1974 als Stellvertreter des Vorsitzenden des Ministerrates. Dort war er zuständig für die Grundfonds- und Investitionspolitik. Von Februar 1974 bis Juni 1979 war er stellvertretender Vorsitzender der Staatlichen Plankommission für Koordinierung der Investitionen sowie Mitglied des Ministerrates.
Von 1971 bis 1981 war Fichtner zudem Kandidat des ZK der SED. Von 1981 bis 1988 wirkte er als Präsident der Freundschaftsgesellschaft DDR-Belgien.

## Auszeichnungen
Fichtner erhielt den Vaterländischen Verdienstorden in Bronze (1965), in Silber (1970), in Gold (1976), die Ehrenspange zum Vaterländischen Verdienstorden in Gold (1981) sowie den Orden Stern der Völkerfreundschaft in Gold (1986).